# Acanthiella chaetonotoides
Acanthiella chaetonotoides is een platworm (Platyhelminthes). De worm is tweeslachtig. De soort leeft in het zoete water.
Het geslacht Acanthiella, waarin de platworm wordt geplaatst, wordt tot de familie Protomonotresidae gerekend. De wetenschappelijke naam van de soort werd voor het eerst geldig gepubliceerd in 1975 door Rieger & Sterrer.